# Howelsen Hill
Howelsen Hill – kompleks skoczni narciarskich w Steamboat Springs, w stanie Kolorado, w USA. Obiekty zachowane w bardzo dobrym stanie technicznym. W 2005 skocznię K68 wyłożono igelitem, jak do tej pory jedyną. Na skoczniach wielokrotnie odbywały się mistrzostwa kraju w skokach narciarskich. Obiektami opiekuje się klub narciarski Steamboat Springs Winter Sports Club. W mieście znajdują się również skocznie K38, K25 oraz K18. Ze względu na dobre warunki zimą skocznie są czynnie ekspoloatowane. Trenują tu zarówno seniorzy reprezentacji Stanów Zjednoczonych, jak i Kanady.